# Karolj Skala
Karolj Skala jest akademik, znanstveni savjetnik i redoviti profesor u trajnom zvanju, osnivač Centra za informatiku i računarstvo na Institutu Ruđer Bošković. Od 1989. godine predaje na Sveučilištu u Zagrebu na poslijediplomskom studiju Fakulteta elektrotehnike i računarstva. Istraživački mu je interes optoelektronika, laserska tehnika, znanstvena vizualizacija, distribuirano računalstvo, eScience i Data science aplikacije. Inicijator je CRO GID projekta. Razvija paradigmu Dew Computing unutar hijerarhije distribuiranih usluga Dew-Fog-Cloud. Predsjednik je programskog odbora MIPRO. Nacionalni koordinator četiriju COST projekta. Suradnik je u pet EU FP6, šest EU FP7 i devet EU Horizon 2020 projekata. Član je Mađarske akademije znanosti i Akademije tehničkih znanosti Hrvatske. Dobitnik je godišnje nagrade za znanost Mađarske akademije znanosti za 2015., a također je dobio i Državnu nagradu za znanost Hrvatske za 2016. godinu.